# 彼得·霍尼戈夫

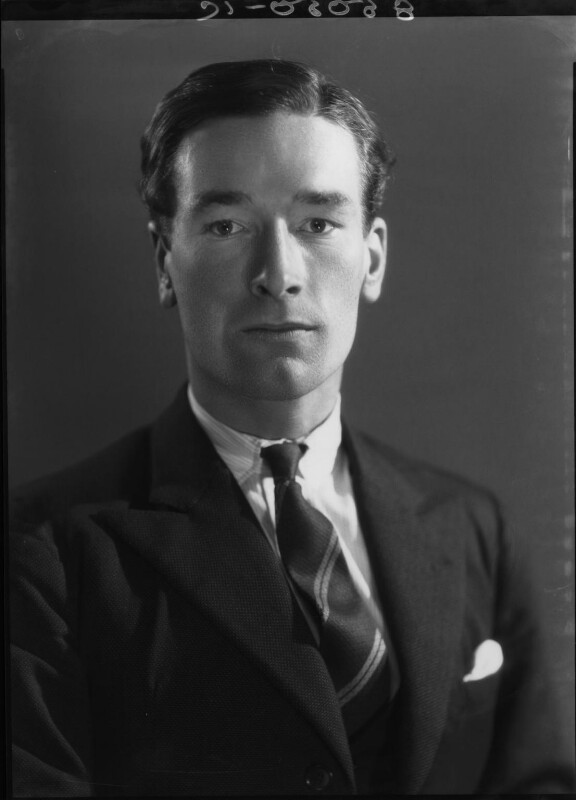

彼得·霍尼戈夫，CH，PC（Peter Thorneycroft, Baron Thorneycroft，1909年7月26日—1994年6月4日），是一位英國保守黨政治家。曾擔任財政大臣（1957年－1958年之間）。
彼得·霍尼戈夫於1979年12月31日獲得名譽勳位（CH）。